# Nikos Platyrachos
Nikos Platyrachos (griechisch Νίκος Πλατύραχος, * 1965 in Athen, Griechenland) ist ein griechischer Komponist. 

## Biografie
Nikos Platyrachos wurde in Athen geboren. Seine Familie stammte ursprünglich aus Rethymno, Kreta. Er studierte Musiktheorie und Piano am Nationalen Konservatorium in Athen und später an der Hochschule für Musik, Theater und Medien Hannover und der Hochschule für Musik und Tanz Köln. Mit Hilfe eines Stipendiums des DAAD konnte er anschließend noch ein Aufbaustudium für elektronische Musik bei H. U. Humpert absolvieren. Seitdem arbeitete er in Athen, Köln und München als Filmkomponist, wobei er unter anderem mit Regisseuren wie Charis Patramanis, Spyros Taraviras, Grigoris Karantinakis, Rainer Matsutani und Adolf Winkelmann zusammenarbeitete.

## Filmografie (Auswahl)
- 1992: Klinik des Grauens
- 1994: Das Puppenhaus
- 1994: Gefährliche Spiele
- 1995: Nur über meine Leiche
- 1997: Geisterstunde – Fahrstuhl ins Jenseits
- 1999: Götterdämmerung – Morgen stirbt Berlin
- 2005: I chorodia tou Charitona (Η χορωδία του Χαρίτωνα)
- 2006: Tatort – Das ewig Böse
- 2008: Anthropi Apli, Apli san ta Pedia (Ανθρωποι Απλοί, Απλοί σαν τα Παιδια)
- 2009: Tatort – Tödliche Tarnung
- 2012: Kleftis Ikonon (Κλέφτης Εικόνων)
- 2020: «SLOW» Nikos Platyrachos & Claudio Puntin (1,61 Records)